# Phyllomydas phyllocerus
Phyllomydas phyllocerus is een vliegensoort uit de familie Mydidae. De wetenschappelijke naam van de soort is voor het eerst geldig gepubliceerd in 1880 door Bigot.
De soort komt voor in de Verenigde Staten.